# Col·legi Mirasan
Col·legi Mirasan és un edifici i Centre educatiu concertat de Lleida inclòs a l'Inventari del Patrimoni Arquitectònic de Catalunya.

## Descripció
Escola aïllada de dues plantes d'alçada que s'organitza en sentit lineal, situant aules (ensenyament personalitzat) i blocs de serveis a una banda, passadís central i sales multifuncionals i esportives a l'altra banda. Peces de formigó prefabricades, il·luminació central a les zones de treball, pilars metàl·lics. Forjat de llosa de formigó. Planxes d'alumini a la teulada. Malla espacial.

## Història
Com tants projectes d'arquitectura contemporània, el canvi constructiu del que s'ha projectat per part de la promoció minva la qualitat constructiva i per tant, l'arquitectònica.